# Симонетти, Акилле
Акилле Симонетти (итал. Achille Simonetti; 12 июня 1857, Турин — 19 ноября 1928, Лондон) — итальянско-британский скрипач, композитор, музыкальный педагог. 
Учился в Миланской консерватории (1872—1873) у Эудженио Каваллини, затем вернулся в Турин для занятий композицией под руководством Карло Педротти, позднее в Генуе занимался скрипкой у Камилло Сивори, переняв у него эффектную манеру. После непродолжительного ангажемента в Лионской опере в 1880 г. отправился в Париж совершенствовать своё мастерство под руководством Шарля Данкла (скрипка) и Жюля Массне (композиция), одновременно в 1881—1883 гг. играл в Оркестре Падлу.
В 1883—1887 гг. Симонетти работал в Ницце — в частности, возглавлял струнный квартет, в котором играл юный Альфредо д’Амброзио. Затем он уехал в концертный тур в Англию и в 1891 г. обосновался в Лондоне. В 1901—1906 гг. играл в фортепианном Лондонском трио с Уильямом Уайтхаусом и Аминой Гудвин. Осуществлённые этим коллективом записи 1905 года — части из фортепианных трио Бетховена, Мендельсона и Шумана — были, вероятно, первыми профессиональными записями камерного ансамбля в истории звукозаписи. В 1912—1919 гг. профессор скрипки в Ирландской Королевской Академии музыки.